# Teofane di Mitilene
Gneo Pompeo Teofane (in greco antico: Θεοφάνης?, Theophánēs; Mitilene, I secolo a.C. – ... prima del 36 a.C.) è stato uno storico e politico greco antico, amico di Pompeo.

## Biografia
Già dal 67 a.C. Teofane divenne consigliere di Pompeo, nell'ambito delle guerre mitridatiche, e probabilmente in questi anni ricevette il nome di Pompeo dal suo protettore. Sfruttando la sua influenza, nel 62 a.C., riuscì a dare la libertà alla sua città natale, Mitilene, e conquistò la cittadinanza.
Finite le guerre ad oriente, Teofane tornò a Roma e qui, nel periodo di pace tra Cesare e Pompeo, adottò un collaboratore del primo, Cornelio Balbo. Per molti anni continuò a vivere a Roma con Pompeo, come testimoniato dalle lettere di Cicerone. 
A seguito della battaglia di Farsalo (48 a.C.), Teofane seguì Pompeo, sconfitto, in Egitto e successivamente rientrò in Italia, avendo ottenuto il perdono di Cesare. Dalle lettere di Cicerone, sembra che Teofane fosse ancora vivo nel 44 a.C. e, anche se non si conosce l'esatta data di morte, si sa che gli abitanti di Lesbo tributarono a lui e a sua moglie onori divini alla sua morte, identificandolo con Zeus Eleuterio.

## Sulle campagne di Pompeo
Teofane scrisse una storia, di carattere encomiastico, intitolata forse Sulle campagne di Pompeo, di cui oggi restano 6 frammenti, 1 tramandato da Plutarco, tramite Timagene e i restanti 5 da Strabone. L'opera, come si deduce da Cicerone, fu forse pubblicata intorno al 62 a.C.